# Nemesio Zúñiga Cazorla
Nemesio Zúñiga Cazorla (San Salvador, Provincia de Calca, Departamento del Cusco, 19 de diciembre de 1895 – Urubamba, Perú, 13 de enero de 1964) fue un sacerdote católico y dramaturgo peruano que escribió unos cuarenta dramas quechuas en quechua cuzqueño ambientados en el tiempo inca.

## Vida
Nemesio Zúñiga Cazorla creció en la hacienda de su padre Mariano Zúñiga en el valle de Lares. Fue a la escuela primaria en Calca y después al colegio de San Francisco del Cuzco. En los años 1910 fue hermano postulante en el mismo colegio. Ingresó al Seminario de San Antonio Abad en el Cuzco.
En Cuzco escribió, entre otros, los dramas Pitusira y, en 1915, Ccore Chchuspe (Mosca dorada, Qurich’uspi en quechua moderno, que es el nombre de un protagonista), una pieza representada también por el dramaturgo Inocencio Mamani en Puno.
Zúñiga formó y dirigió la Compañía Nacional Dramática Incaica, también llamada Compañía Dramática Incaica Cuzco, que representó varias obras teatrales en Lima y otras ciudades del Perú como también en Bolivia (1917), Chile y Argentina y escenificó, entre otros, Chuqui-illa de Luis Ochoa. En el Teatro Municipal del Callao (Teatro Vadell) representaron el 16 de junio de 1920 el drama Yahuar Huaccac (Yawarwaqaq) o el espectro indio de José Félix Silva Ayala. En 1930 fue promovido a párroco de Urubamba, donde fue también alcalde y formó una compañía teatral de personas de la clase media. Escribió nuevos dramas en quechua como Catacha (1930) y Ttica hina (1934).
Desde 1935 hasta 1937 fue sacerdote en San Pablo en la Provincia de Canchis y después se volvió al pueblo de Urubamba, donde permaneció hasta su muerte en 1964.
Los temas de los dramas representados por Zúñiga fueron de contenidos católicos e incaicos, entre ellos la Navidad, la Semana Santa y el drama quechua clásico Ollantay. Según César Itier, Nemesio Zúñiga Cazorla se distinguió de la mayoría de los otros dramaturgos cusqueños de su tiempo y antes que escribían en quechua porque él se dirigía en primer lugar a la gente sencilla, por lo cual fue rechazado por algunos de su colegas. Por otra parte, fue el dramaturgo quechua más exitoso de su tiempo, debido a su público amplio.

## Obras
- 1915: Ccore Chchuspe (Mosca dorada, Qurich’uspi)
- 1930: Catacha (Katacha)
- 1934: Ttica hina (Como una flor, T’ikahina)